# Ab Geldermans
Albertus Geldermans, detto Ab (Beverwijk, 17 marzo 1935 – 20 aprile 2025), è stato un ciclista su strada olandese, professionista dal 1958 al 1966 e vincitore di una Liegi-Bastogne-Liegi e di un Giro di Germania.

## Carriera
Tra i dilettanti fu medaglia di bronzo nell'inseguimento individuale ai campionati del mondo 1957 e campione nazionale di specialità. Professionista su strada dal 1958 al 1966, appena approdato al "grande ciclismo" vinse una tappa al Tour de Pologne. L'anno dopo fu messo sotto contratto dalla formazione francese Saint-Raphaël; selezionato per i campionati del mondo di Zandvoort, concluse la prova in linea al sesto posto, miglior olandese.
Ciclista completo, adatto sia a classiche, sia a corse a tappe, nel 1960 si impose nella Liegi-Bastogne-Liegi, in solitaria con oltre due minuti di vantaggio sul primo inseguitore, e nella classifica finale del Giro di Germania. L'anno dopo vinse la Mentone-Genova-Roma e la Quatre Jours de Dunkerque.
Il 1962 fu un'altra annata di successi: vinse una tappa della Vuelta a España, ottenne un quinto posto nella classifica generale del Tour de France, dove indossò per due tappe la maglia gialla, e vinse la prova su strada dei campionati nazionali. Nel 1966, ultimo anno di professionismo in maglia Molteni, si impose in una frazione della Parigi-Nizza.

## Palmarès

### Strada
- 1958 (Radium, una vittoria)

8ª tappa, 1ª semitappa Tour de Pologne (Opole > Kozle, cronometro)
- 1960 (Saint-Raphaël, quattro vittorie)

Week-end ardennais
Liegi-Bastogne-Liegi
2ª tappa Deutschland Tour (Münster > Brackwede)
Classifica generale Deutschland Tour
- 1961 (Saint-Raphaël, cinque vittorie)

1ª tappa, 1ª semitappa Mentone-Genova-Roma
4ª tappa, 2ª semitappa Mentone-Genova-Roma
Classifica generale Mentone-Genova-Roma
Classifica generale Quatre Jours de Dunkerque
10ª tappa Giro dei Paesi Bassi (Steenbergen > Utrecht)
- 1962 (Saint-Raphaël, tre vittorie)

10ª tappa Vuelta a España (Valdepeñas > Madrid)
4ª tappa Tour de l'Aude (Limoux > Carcassonne)
Campionati olandesi, Prova in linea
- 1963 (Saint-Raphaël, due vittorie)

4ª tappa, 2ª semitappa Grand Prix du Midi Libre (Prades > Perpignano)
Manche-Océan, cronometro
- 1964 (Saint-Raphaël, una vittoria)

Grand Prix du Parisien
- 1965 (Margnat, una vittoria)

7ª tappa Vuelta a Andalucía (Cadice > La Línea)
- 1966 (Molteni, una vittoria)

5ª tappa Parigi-Nizza (Bagnols-sur-Cèze > Marignane)

#### Altri successi
- 1960 (Saint-Raphaël)

1ª tappa, 2ª semitappa Trois jours d'Anvers (cronosquadre)

### Pista
- 1957 (Dilettanti)

Campionati olandesi, Inseguimento individuale Dilettanti

## Piazzamenti

### Grandi Giri
- Giro d'Italia

1964: 37º
- Tour de France

1960: 12º
1961: ritirato (6ª tappa)
1962: 5º
1963: 24º
1964: 38º
1965: ritirato (10ª tappa)
1966: 69º
- Vuelta a España

1958: 40º
1962: 10º

### Classiche monumento
- Milano-Sanremo

1961: 66º
1964: 37º
1965: 41º
1966: 69º
- Giro delle Fiandre

1962: 35º
1963: 30º
- Parigi-Roubaix

1961: 5º
1962: 43º
1963: 38º
1965: 42º
1966: 48º
- Liegi-Bastogne-Liegi

1960: vincitore

### Competizioni mondiali
- Campionati del mondo su strada

Zandvoort 1959 - In linea: 6º
Karl-Marx-Stadt 1960 - In linea: 22º
Berna 1961 - In linea: ritirato
Ronse 1963 - In linea: ritirato
Sallanches 1964 - In linea: 29º
- Campionati del mondo su pista

Rocourt 1957 - Inseguimento ind. Dilettanti: 3º